# Въпрос на чест
Въпрос на чест (на итал. L'onore e il Rispetto) е италиански криминален сериал, създаден през 2006 г. от Салваторе Сампери, който в Италия е излъчван по Canale 5. За България БНТ закупува правата по излъчването му и е дублиран на български език.

## Сюжет
Сицилия, 1956. Ерсилия Фортебрачи е прогресивна жена с мечта за друг живот. Когато свекърът ѝ Роко умира, тя убеждава съпруга си Паскуале да продаде всичко и да заминат на север с двамата си синове – Тонио и Санти. В Торино са приети от нейния братовчед Нино Витале, който ги запознава с Пипо Калабрезе. С негова помощ трябва да инвестират средствата си в бизнес за ново начало, но това е краят на техния свят и семейния мир. Неспособен да защити фамилията си от местния подземен свят, Паскуале се самоубива. За Ерсилия ударът е повече от двоен. Тя губи не само пари и мечти, губи връзка с живота, синовете ѝ се разделят и техните различни цели движат колелата на съдбата отук нататък. Скоро Санти става висш магистрат и бива убит от подземния свят, а брат му Тонио се впуска в отмъщение.